# Мезосферное эхо
Мезосферное эхо – аномальное усиление отражения обратного рассеяния (отражения) излучения радиолокатора, происходит в верхней в верхней мезосфере в частотном диапазоне от нескольких МГц до 1 ГГц. Наблюдается в основном в высоких широтах, часто это явление называют полярным мезосферным летним эхом (ПМЛЭ).
Мезосферное эхо возникает из-за неоднородностей показателей преломления в мезосфере, которые создаются флуктуациями электронной концентрации и электростатических волн,  резкими градиентами концентрации электронов, турбулентностью нейтрального газа, присутствием тяжёлых ионов и аэрозолей. Мезосферное эхо, связанное с турбулентностью нейтрального газа, составляет 10–30%. Наблюдаются полусуточные колебания ПМЛЭ с максимумами около полуночи и около полудня, а также максимальные сезонные проявления в Северном полушарии.

## Исследования явления
Исследование летнего полярного мезосферного эха проводились Швецией, Россией, США.